# Groupe de protection des personnalités
 (juin 2012).
Si vous disposez d'ouvrages ou d'articles de référence ou si vous connaissez des sites web de qualité traitant du thème abordé ici, merci de compléter l'article en donnant les références utiles à sa vérifiabilité et en les liant à la section « Notes et références ».
Le Groupe de Protection des Personnalités (GPP) est une unité de la Gendarmerie nationale chargée de missions de protection rapprochée au même titre que le SPHP (Police Nationale). [réf. souhaitée]

C'est donc une mission tout à fait différente, de celle du SPHP, puisque là, la menace, n'est donc plus fictive mais tout à fait active, ciblée et caractérisée[Quoi ?]. Les militaires du GPP sont recrutés par le biais en interne. Ils sont soumis aux tests de sélection du GIGN, auxquels s'ajoutent des tests spécifiques de corps à corps (combat debout, combat au sol , ...) et de tir (en mouvement, en véhicule , ...)[réf. souhaitée] . Ce sont des spécialistes de la protection rapprochée, ils sont depuis septembre 2009, rattachés à la force sécurité/protection du GIGN. Le GPP n'existe pas et n'est en aucun cas une unité officielle attachée au GIGN.